# دحل أبو شوحان
دحل أبو شوحان أو دحل شوحان هو أحد الدحول الواقعة جنوب الصمان في السعودية.